# Ta'u County
Ta'u County är ett county i Amerikanska Samoa (USA).   Det ligger i distriktet Manuadistriktet, i den centrala delen av landet, 130 km öster om huvudstaden Pago Pago. Ta'u County ligger på ön Ta‘ū Island.
I omgivningarna runt Ta'u County växer i huvudsak städsegrön lövskog.